# 阿尔恩丁
阿尔恩丁，是西班牙安达卢西亚自治区格拉纳达省的一个市镇。总面积51平方公里，
2001年普查人口總數為4578人，人口密度為每平方公里90人。